# 吴继科
吴继科（1942年9月—），男，江苏连云港人，中华人民共和国军事人物，曾任南京军区副参谋长，第九届全国人大代表。